# گوستیلیتسا
گوستیلیتسا (به بلغاری: Gostilitsa) یک منطقهٔ مسکونی در بلغارستان است که در شهرستان دریانوو واقع شده‌است.
 گوستیلیتسا  ۳۰۱ نفر جمعیت دارد و ۳۹۶ متر بالاتر از سطح دریا واقع شده‌است.